# 999 (banda)
999 (también conocidos como Nine Nine Nine) es una banda inglesa de punk rock formada en Londres en 1976. Su formación consistía en su guitarrista y vocalista fundador del grupo Nick Cash, en el también guitarrista y cantante Guy Days, al bajista Jon Watson y al batería Pablo LaBritain. Ed Case fue batería durante 1978 mientras LaBritain se recuperaba de una lesión. Watson fue reemplazado por Danny Palmer en el período 1986-1991 y posteriormente por Arturo Bassick, miembro de The Lurkers.
999 se convirtieron en una banda popular dentro del circuito del punk londinense, autoproduciendo su primer sencillo, I'm Alive en 1977. La banda pronto consiguió éxitos en las listas consiguiendo 5 entradas en el top 100 británico bajo el sello discográfico United Artists. Aún con todo, su popularidad se vio reducida a principios de los 80, llegando a disolverse a mitad de la década para volver a juntarse al poco tiempo. Desde entonces han publicado varios discos y continúan ofreciendo conciertos.

## Discografía
- 999 (1978)
- Separates (1978)
- High Energy Plan (1979)
- Biggest Prize in Sport (1980)
- Biggest Prize in Sport (live) (1980)
- Concrete (1981)
- 13th Floor Madness (1984)
- Face to Face (1985)
- In Case of Emergency (1986)
- Lust Power and Money (1987)
- Live and Loud!! (1989)
- The Cellblock Tapes (1990)
- You Us It! (1993)
- Live in L.A.: 1991 (1994)
- Scandal in the City (1997)
- Takeover (1998)
- Slam (1999)
- English Wipeout: Live (1999)
- Live at the Nashville 1979 (2002)
- Death In Soho (2007)